# 日章学園九州国際高等学校
日章学園九州国際高等学校は、宮崎県えびの市榎田に所在する私立高等学校。宮崎県・鹿児島県に展開する学校法人日章学園が運営している。
1995年（平成7年）に全国の高校進路変更者を受け入れる高校として開校。全日制による単位制普通科高校であり、前在籍校で修得の単位をそのまま活かせるほか、入学式、卒業式はそれぞれ年に2回ずつ実施している。
近年は広域通信制高校・サポート校・高認などが充実したこともあり、2008年（平成20年）4月に旧校名の「えびの高原国際高等学校」から現校名に改称するとともに運営方針を変更。進路変更希望者をサポートする学校として充実を図っている。
在学生の9割が中国人留学生であり、校長も中国人であり、入学式で中国国歌が斉唱され、中国人民に敬意を表するスピーチ等を行っている。また、授業は主に中国語で行われる。

## 系列校
- 日章学園中学校・高等学校
- 鹿児島城西高等学校